# BPM 37093
BPM 37093 (V886 Centauri) là một ngôi sao lùn trắng biến quang thuộc loại DAV hoặc ZZ Ceti, có bầu khí quyển hydro và khối lượng cao bất thường xấp xỉ 1,1 lần Mặt trời. Nó nằm trong chòm sao Bán Nhân Mã, cách Trái đất khoảng 50 năm ánh sáng, và có xung động; những xung này làm cho độ sáng của nó thay đổi. Giống như các sao lùn trắng khác, BPM 37093 được cho là có thành phần chủ yếu là carbon và oxy, được tạo ra bằng phản ứng tổng hợp nhiệt hạch của các hạt nhân heli trong quá trình ba-alpha.

## Kết cấu
Vào những năm 1960, người ta dự đoán rằng khi sao lùn trắng nguội đi, vật chất của nó sẽ kết tinh, bắt đầu ở trung tâm. Với một ngôi sao xung, việc quan sát các xung của nó sẽ cung cấp thông tin về cấu trúc của nó. Lần đầu tiên BPM 37093 được quan sát như một biến xung là vào năm 1992,  và vào năm 1995, người ta chỉ ra rằng điều này mang lại một thử nghiệm tiềm năng về lý thuyết kết tinh.
Vào năm 2004, Antonio Kanaan và một nhóm các nhà nghiên cứu của Kính thiên văn Blazar toàn trái đất  dựa trên những quan sát về dị vật học này đã ước tính rằng khoảng 90% khối lượng của BPM 37093 đã kết tinh. Các quan sát khác đã ước tính khối lượng kết tinh của vật thể này từ 32% đến 82%. Bất kỳ ước tính nào trong số này cũng sẽ dẫn đến tổng khối lượng tinh thể vượt quá 5 ×1029   kg. Với một sao lùn trắng có đường kính 2.500 dặm (4.000 km), điều này có nghĩa là lõi của BPM 37093, (có biệt danh là Lucy), có thể là một trong những viên kim cương lớn nhất trong vũ trụ.

Mạng tinh thể lập phương tâm khối

Sự kết tinh vật chất của một ngôi sao lùn trắng thuộc loại này được cho là sẽ tạo ra một mạng tinh thể lập phương tâm khối gồm các hạt nhân carbon và/hoặc oxy, được bao quanh bởi một biển Fermi electron.

## Biệt hiệu và báo chí đưa tin
- Vì một viên kim cương cũng bao gồm carbon kết tinh, ngôi sao BPM 37093 đã được đặt biệt danh là Lucy sau khi một ca khúc của The Beatles là Lucy in the Sky with Diamonds trở thành hiện tượng.[8]